# Unione Sportiva Foggia 2008-2009
Questa pagina raccoglie i dati riguardanti l'Unione Sportiva Foggia nelle competizioni ufficiali della stagione 2008-2009.

## Stagione
La squadra chiude il campionato di Lega Pro Prima Divisione (girone B) al quinto posto dopo i play-off persi in semifinale col Benevento.
In Coppa Italia Lega Pro viene eliminata in semifinale dal Sorrento.

## Divise e sponsor
| Casa | Trasferta |

## Organigramma societario
Area direttiva
- Presidente: Tullio Capobianco

Area tecnica
- Allenatore: Raffaele Novelli

## Rosa
| N. |                   | Ruolo | Calciatore                 |
| -- | ----------------- | ----- | -------------------------- |
|    | Spagna (bandiera) | P     | Nicolás Bremec             |
|    | Italia (bandiera) | P     | Milan Damiano              |
|    | Italia (bandiera) | P     | Francesco Coscia           |
|    | Italia (bandiera) | P     | Massimo Zenildo Zappino () |
|    | Italia (bandiera) | D     | Marco Arno                 |
|    | Italia (bandiera) | D     | Alessandro Basta           |
|    | Italia (bandiera) | D     | Lorenzo Burzigotti         |
|    | Italia (bandiera) | D     | Tommaso Colombaretti       |
|    | Italia (bandiera) | D     | Alessio D'Andrea           |
|    | Italia (bandiera) | D     | Andrea Lisuzzo             |
|    | Italia (bandiera) | D     | Ivan Pedrelli              |
|    | Italia (bandiera) | D     | Luigi Pezzella             |
|    | Italia (bandiera) | D     | Giuseppe Rinaldi           |
|    | Italia (bandiera) | D     | Gianluca Zanetti           |
|    | Italia (bandiera) | C     | Tommaso Coletti            |

| N. |                    | Ruolo | Calciatore              |
| -- | ------------------ | ----- | ----------------------- |
|    | Italia (bandiera)  | C     | Davide Colomba          |
|    | Italia (bandiera)  | C     | Tony D'Amico            |
|    | Italia (bandiera)  | C     | Antonio De Rosa         |
|    | Italia (bandiera)  | C     | Nicola Mancino          |
|    | Italia (bandiera)  | C     | Fabio Pecchia           |
|    | Italia (bandiera)  | C     | Francesco Mirko Velardi |
|    | Italia (bandiera)  | C     | Carlo Raffaele Trezzi   |
|    | Italia (bandiera)  | A     | Giuseppe Agostinone     |
|    | Italia (bandiera)  | A     | Umberto Del Core        |
|    | Italia (bandiera)  | A     | Domenico Germinale      |
|    | Francia (bandiera) | A     | Dominique Malonga       |
|    | Italia (bandiera)  | A     | Italo Mattioli          |
|    | Italia (bandiera)  | A     | Antonio Piccolo         |
|    | Cile (bandiera)    | A     | Mario Salgado           |
|    | Italia (bandiera)  | A     | Gennaro Troianiello     |